# Boråshallen
La Boråshallen è un'arena polivalente situata a Borås, in Svezia.
Venne aperta il 2 marzo 1957 dopo decenni di discussioni sul fatto di costruire in città un palazzetto dello sport.
La sala principale ha una capienza di circa 2 500 posti ed è stata progettata per gli sport agonistici. Essa è tuttavia utilizzata anche per i concerti, tanto che il 28 ottobre 1963 i Beatles suonarono qui davanti a 2 500 persone.
La struttura, oltre a disporre di altre sale più piccole rispetto a quella principale, ospita anche un museo sportivo e il poligono di tiro Lufthallen.